# Iliman Ndiaye
Pour les articles homonymes, voir Ndiaye.
Iliman Ndiaye, né le 6 mars 2000 à Rouen (Seine-Maritime), est un footballeur international sénégalais qui évolue au poste d'attaquant à l'Everton FC.

## Biographie

### Jeunesse et formation
Né à Rouen, d'une mère française et un père sénégalais, Iliman Ndiaye commence à jouer au football dans le chef-lieu de la Seine-Maritime, d'abord au club amateur du Sapins FC dès l'âge de quatre ans, avant de rejoindre le centre de formation du FC Rouen, apparaissant rapidement comme une grande promesse du football normand,,.
Intégrant le centre de formation de l'OM avec les moins de 12 ans, Iliman Ndiaye termine sa formation au Sénégal, où il suit sa famille qui déménage à Dakar, et rejoint le Dakar Sacré Club,.
De retour en Angleterre à l'âge de seize, il essuie plusieurs refus de la part de clubs de Premier League et Championship, et finit par signer à Boreham Wood en cinquième division en 2016. Il signe son premier contrat professionnel avec le club en 2017 ; mais avant même qu'il ne fasse ses débuts en National League,  il est repéré par la plateforme Rising Ballers, qui met en relation des joueurs prometteurs avec des clubs anglais, via un tournoi de foot à 5 londonien, et il est proposé au Sheffield United où il signe en 2019 avec le club qui vient d'intégrer l'élite anglaise,.

### Début au Sheffield United
Prêté à Hyde United en 2019-2020, il y joue ses premiers matchs avant que le covid n'interrompe la saison,,.
Ndiaye fait ses débuts professionnels avec Sheffield le 14 mars 2021, entrant en jeu dans les dernières minutes d'une défaite neuf buts à un en Premier League contre Leicester City,.
Mais c'est durant la saison 2021-22 qu'il va vraiment se révéler, s'imposant comme le numéro 10 titulaire d'un club de Sheffield qui évolue désormais en Championship, totalisant sept buts dont quatre dans les cinq derniers matchs pour deux passes décisives, ; alors que son club n'est éliminé qu'en demi-finale du barrage d'accession par Nottingham Forest après une séance de tirs au but, étant ainsi privé d'une remontée directe dans l'élite anglaise,.
La saison suivante, Ndiaye réalise de très bonnes performances avec quatorze buts inscrits et onze passes décisives réalisées en championnat contribuant à la promotion directe de Sheffield United en Premier League. Il sera élu membre de l'équipe type de Championship.

### Passage à l'Olympique de Marseille puis retour en Angleterre
Lors du mercato estival de 2023, il rejoint l'Olympique de Marseille, le transfert est estimé à 17,25 millions d’euros ,. Il inscrit son premier but avec l'OM lors de la 7e journée de Ligue 1 face à l'AS Monaco, dès la première minute de jeu, reprenant d'un tir décroisé un centre de Pierre-Emerick Aubameyang.
Le 3 juillet 2024, après une saison décevante statistiquement (4 buts et 5 passes décisives en 46 matchs), il rejoint Everton. Son transfert est estimé à 18,5 millions d'euros et 2 millions d'euros de bonus.

### Carrière en sélection
Déclarant son désir de jouer avec le Sénégal dès sa première saison en professionnel,, Iliman Ndiaye est appelé par Aliou Cissé avec les récents champions d'Afrique à l'été 2022, pour les qualification à la CAN 2023 et la préparation de la Coupe du monde 2022,. Il fait ses débuts avec les Lions de la Teranga le 4 juin 2022, lors d'une victoire 3-0 en match de qualification contre le Bénin,. Le 11 novembre 2022, il est sélectionné par Aliou Cissé pour participer à la Coupe du monde 2022,. Le 29 décembre 2023, il est retenu dans la liste des vingt-sept joueurs sénégalais sélectionnés par Aliou Cissé pour disputer la Coupe d'Afrique des nations 2023.

## Statistiques
| Saison                | Club                   | Championnat           | Championnat | Championnat | Championnat | Coupe nationale | Coupe nationale | Coupe nationale | Coupe de la Ligue | Coupe de la Ligue | Coupe de la Ligue | Compétition(s) continentale(s) | Compétition(s) continentale(s) | Compétition(s) continentale(s) | Compétition(s) continentale(s) | Play-Offs | Play-Offs | Play-Offs | Total | Total | Total |
| Saison                | Club                   | Division              | M.          | B.          | P.d.        | M.              | B.              | P.d.            | M.                | B.                | P.d.              | Comp.                          | M.                             | B.                             | P.d.                           | M.        | B.        | P.d.      | M.    | B.    | P.d.  |
| 2020-2021             | Sheffield United       | Premier League        | 1           | 0           | 0           | -               | -               | -               | -                 | -                 | -                 | -                              | -                              | -                              | -                              | -         | -         | -         | 1     | 0     | 0     |
| 2021-2022             | Sheffield United       | Championship          | 30          | 7           | 2           | 1               | 0               | 0               | 2                 | 0                 | 0                 | -                              | -                              | -                              | -                              | 2         | 0         | 0         | 35    | 7     | 2     |
| 2022-2023             | Sheffield United       | Championship          | 46          | 14          | 11          | 6               | 1               | 1               | -                 | -                 | -                 | -                              | -                              | -                              | -                              | 2         | 0         | 0         | 54    | 15    | 12    |
| Sous-total            | Sous-total             | Sous-total            | 77          | 21          | 13          | 7               | 1               | 1               | 2                 | 0                 | 0                 | -                              | -                              | -                              | -                              | 2         | 0         | 0         | 88    | 22    | 14    |
| 2023-2024             | Olympique de Marseille | Ligue 1               | 30          | 3           | 3           | -               | -               | -               | -                 | -                 | -                 | C1+C3                          | 2+14                           | 0+1                            | 0                              | -         | -         | -         | 46    | 4     | 3     |
| 2024-2025             | Everton FC             | Premier League        | 33          | 9           | 0           | 2               | 1               | 0               | 2                 | 1                 | 0                 | -                              | -                              | -                              | -                              | -         | -         | -         | 37    | 11    | 0     |
| 2025-2026             | Everton FC             | Premier League        | -           | -           | -           | -               | -               | -               | -                 | -                 | -                 | -                              | -                              | -                              | -                              | -         | -         | -         | 0     | 0     | 0     |
| Sous-total            | Sous-total             | Sous-total            | 33          | 9           | 0           | 2               | 1               | 0               | 2                 | 1                 | 0                 | -                              | -                              | -                              | -                              | -         | -         | -         | 37    | 11    | 0     |
| Total sur la carrière | Total sur la carrière  | Total sur la carrière | 140         | 33          | 16          | 9               | 2               | 1               | 4                 | 1                 | 0                 | -                              | 16                             | 1                              | 0                              | 2         | 0         | 0         | 171   | 37    | 17    |

## En équipe nationale
| Saison                | Sélection             | Phases finales        | Phases finales | Phases finales | Phases finales | Éliminatoires CDM | Éliminatoires CDM | Éliminatoires CDM | Éliminatoires CAN | Éliminatoires CAN | Éliminatoires CAN | Matchs amicaux | Matchs amicaux | Matchs amicaux | Total | Total | Total |
| Saison                | Sélection             | Compétition           | M              | B              | Pd             | M                 | B                 | Pd                | M                 | B                 | Pd                | M              | B              | Pd             | M     | B     | Pd    |
| --------------------- | --------------------- | --------------------- | -------------- | -------------- | -------------- | ----------------- | ----------------- | ----------------- | ----------------- | ----------------- | ----------------- | -------------- | -------------- | -------------- | ----- | ----- | ----- |
| 2021-2022             | Sénégal               | -                     | -              | -              | -              | -                 | -                 | -                 | 1                 | 0                 | 0                 | -              | -              | -              | 1     | 0     | 0     |
| 2022-2023             | Sénégal               | Coupe du monde 2022   | 3              | 0              | 1              | -                 | -                 | -                 | 2                 | 1                 | 1                 | 1              | 0              | 0              | 6     | 1     | 2     |
| 2023-2024             | Sénégal               | CAN 2023              | 4              | 1              | 1              | 4                 | 0                 | 0                 | -                 | -                 | -                 | 5              | 0              | 0              | 13    | 1     | 1     |
| 2024-2025             | Sénégal               | -                     | -              | -              | -              | 6                 | 0                 | 2                 | -                 | -                 | -                 | 2              | 0              | 0              | 8     | 0     | 2     |
| Total sur la carrière | Total sur la carrière | Total sur la carrière | 7              | 1              | 2              | 10                | 0                 | 2                 | 3                 | 1                 | 1                 | 8              | 0              | 0              | 28    | 2     | 5     |

## Palmarès

### En club
Avec le Sheffield United, Iliman Ndiaye est vice-champion d'Angleterre de D2 en 2023.

### Distinction personnelle
- Membre de l'équipe-type de D2 anglaise en 2023[26]

## Style de jeu
Joueur droitier capable de tirer du pied gauche, il peut jouer comme relayeur ou sur tout le front de l'attaque, évoluant préférentiellement au poste de numéro 10, où il s'illustre comme meneur de jeu mobile et technique, avec une appétence pour le dribble et les projections offensives,,,.